# Campeonato Nórdico de Patinação Artística no Gelo
Campeonato Nórdico de Patinação Artística no Gelo é uma competição anual de patinação artística no gelo de níveis sênior, júnior e noviço, disputado por patinadores dos países nórdicos.

## Edições
| Ano (Edição) | Cidade sede       | País              | Sênior            | Sênior            | Sênior            | Sênior            | Júnior            | Júnior            | Júnior            | Júnior            | Ref    |
| Ano (Edição) | Cidade sede       | País              | M                 | F                 | P                 | D                 | M                 | F                 | P                 | D                 | Ref    |
| ------------ | ----------------- | ----------------- | ----------------- | ----------------- | ----------------- | ----------------- | ----------------- | ----------------- | ----------------- | ----------------- | ------ |
| 1919         | Kristiania        | Noruega           | •                 | •                 | •                 | –                 | –                 | –                 | –                 | –                 |        |
| 1920         | Helsinque         | Finlândia         | •                 | •                 | ?                 | –                 | –                 | –                 | –                 | –                 |        |
| 1921         | Estocolmo         | Suécia            | ?                 | ?                 | ?                 | ?                 | –                 | –                 | –                 | –                 |        |
| 1922– 1940   |                   |                   | ?                 | ?                 | ?                 | ?                 | –                 | –                 | –                 | –                 |        |
| 1941         |                   |                   | –                 | •                 | –                 | –                 | –                 | –                 | –                 | –                 |        |
| 1942– 1945   |                   |                   | ?                 | ?                 | ?                 | ?                 | –                 | –                 | –                 | –                 |        |
| 1946         | Estocolmo         | Suécia            | •                 | •                 | •                 | –                 | –                 | –                 | –                 | –                 |        |
| 1947         | Turku             | Finlândia         | •                 | •                 | •                 | –                 | –                 | –                 | –                 | –                 |        |
| 1948         | Não foi disputado | Não foi disputado | Não foi disputado | Não foi disputado | Não foi disputado | Não foi disputado | Não foi disputado | Não foi disputado | Não foi disputado | Não foi disputado |        |
| 1949         | Lillehammer       | Noruega           | •                 | •                 | •                 | –                 | –                 | –                 | –                 | –                 |        |
| 1950         | Upsália           | Suécia            | •                 | •                 | •                 | –                 | –                 | –                 | –                 | –                 |        |
| 1951         | Helsinque         | Finlândia         | •                 | •                 | •                 | –                 | –                 | –                 | –                 | –                 |        |
| 1952         | Não foi disputado | Não foi disputado | Não foi disputado | Não foi disputado | Não foi disputado | Não foi disputado | Não foi disputado | Não foi disputado | Não foi disputado | Não foi disputado |        |
| 1953         | Solna             | Suécia            | •                 | •                 | •                 | –                 | –                 | –                 | –                 | –                 |        |
| 1954         | Hamar             | Noruega           | •                 | •                 | •                 | –                 | –                 | –                 | –                 | –                 |        |
| 1955         | Gotemburgo        | Suécia            | •                 | •                 | •                 | –                 | –                 | –                 | –                 | –                 |        |
| 1956         | Helsinque         | Finlândia         | •                 | •                 | •                 | –                 | –                 | –                 | –                 | –                 |        |
| 1957         | Estocolmo         | Suécia            | •                 | •                 | •                 | –                 | –                 | –                 | –                 | –                 |        |
| 1958         | Gjøvik            | Noruega           | •                 | •                 | •                 | –                 | –                 | –                 | –                 | –                 |        |
| 1959         | Helsinque         | Finlândia         | •                 | •                 | •                 | –                 | –                 | –                 | –                 | –                 |        |
| 1960         | Jönköping         | Suécia            | •                 | •                 | •                 | –                 | –                 | –                 | –                 | –                 |        |
| 1961         | Copenhague        | Dinamarca         | •                 | •                 | •                 | –                 | –                 | –                 | –                 | –                 |        |
| 1962         | Lillehammer       | Noruega           | •                 | •                 | •                 | –                 | –                 | –                 | –                 | –                 |        |
| 1963         | Lahti             | Finlândia         | •                 | •                 | •                 | –                 | –                 | –                 | –                 | –                 |        |
| 1964         | Malmö             | Suécia            | •                 | •                 | •                 | –                 | –                 | –                 | –                 | –                 |        |
| 1965         | Copenhague        | Dinamarca         | •                 | •                 | •                 | –                 | –                 | –                 | –                 | –                 |        |
| 1966         | Sarpsborg         | Noruega           | •                 | •                 | —                 | –                 | –                 | –                 | –                 | –                 |        |
| 1967         | Helsinque         | Finlândia         | •                 | •                 | •                 | –                 | –                 | –                 | –                 | –                 |        |
| 1968         | Gevália           | Suécia            | •                 | •                 | –                 | –                 | –                 | –                 | –                 | –                 |        |
| 1969         | Copenhague        | Dinamarca         | •                 | •                 | –                 | –                 | –                 | –                 | –                 | –                 |        |
| 1970         | Helsinque         | Finlândia         | •                 | •                 | –                 | –                 | –                 | –                 | –                 | –                 |        |
| 1971         | Gotemburgo        | Suécia            | •                 | •                 | –                 | –                 | –                 | –                 | –                 | –                 |        |
| 1972         | Oslo              | Noruega           | •                 | •                 | –                 | •                 | –                 | –                 | –                 | –                 |        |
| 1973         | Copenhague        | Dinamarca         | •                 | •                 | –                 | •                 | –                 | –                 | –                 | –                 |        |
| 1974         | Helsinque         | Finlândia         | •                 | •                 | –                 | ?                 | –                 | –                 | –                 | –                 |        |
| 1975         | Malmö             | Suécia            | •                 | •                 | –                 | ?                 | –                 | –                 | –                 | –                 |        |
| 1976         | Stavanger         | Noruega           | •                 | •                 | –                 | ?                 | –                 | –                 | –                 | –                 |        |
| 1977         | Copenhague        | Dinamarca         | •                 | •                 | –                 | ?                 | –                 | –                 | –                 | –                 |        |
| 1978         | Oulu              | Finlândia         | •                 | •                 | –                 | ?                 | –                 | –                 | –                 | –                 |        |
| 1979         | Gotemburgo        | Suécia            | •                 | •                 | –                 | ?                 | –                 | –                 | –                 | –                 |        |
| 1980         | Trondheim         | Noruega           | •                 | •                 | –                 | ?                 | –                 | –                 | –                 | –                 |        |
| 1981         | Aarhus            | Dinamarca         | •                 | •                 | –                 | ?                 | –                 | –                 | –                 | –                 |        |
| 1982         | Helsinque         | Finlândia         | •                 | •                 | •                 | •                 | –                 | –                 | –                 | –                 |        |
| 1983         | Gotemburgo        | Suécia            | •                 | •                 | ?                 | •                 | –                 | –                 | –                 | –                 |        |
| 1984         | Oslo              | Noruega           | •                 | •                 | ?                 | ?                 | –                 | –                 | –                 | –                 |        |
| 1985         | Copenhague        | Dinamarca         | •                 | •                 | ?                 | ?                 | –                 | –                 | –                 | –                 |        |
| 1986         | Turku             | Finlândia         | •                 | •                 | ?                 | ?                 | –                 | –                 | –                 | –                 |        |
| 1987         | Upplands Väsby    | Suécia            | •                 | •                 | ?                 | •                 | –                 | –                 | –                 | –                 |        |
| 1988         | Asker             | Noruega           | •                 | •                 | ?                 | ?                 | –                 | –                 | –                 | –                 |        |
| 1989         | Hvidovre          | Dinamarca         | •                 | •                 | ?                 | ?                 | –                 | –                 | –                 | –                 |        |
| 1990         | Helsinque         | Finlândia         | •                 | •                 | ?                 | ?                 | ?                 | ?                 | ?                 | ?                 |        |
| 1991         | Malmö             | Suécia            | •                 | •                 | ?                 | ?                 | ?                 | ?                 | ?                 | ?                 |        |
| 1992         | Asker             | Noruega           | •                 | •                 | ?                 | ?                 | ?                 | ?                 | ?                 | ?                 |        |
| 1993         | Aarhus            | Dinamarca         | •                 | •                 | ?                 | ?                 | ?                 | ?                 | ?                 | ?                 |        |
| 1994         | Helsinque         | Finlândia         | •                 | •                 | ?                 | ?                 | ?                 | ?                 | ?                 | ?                 |        |
| 1995         | Encopinga         | Suécia            | •                 | •                 | ?                 | ?                 | ?                 | ?                 | ?                 | ?                 |        |
| 1996         | Asker             | Noruega           | •                 | •                 | ?                 | ?                 | ?                 | ?                 | ?                 | ?                 |        |
| 1997         | Hvidovre          | Dinamarca         | •                 | •                 | ?                 | ?                 | ?                 | ?                 | ?                 | ?                 |        |
| 1998         | Helsinque         | Finlândia         | •                 | •                 | –                 | –                 | •                 | •                 | ?                 | ?                 | [ 1 ]  |
| 1999         | Linköping         | Suécia            | •                 | •                 | –                 | –                 | •                 | •                 | ?                 | ?                 | [ 2 ]  |
| 2000         | Stavanger         | Noruega           | •                 | •                 | –                 | –                 | ?                 | ?                 | ?                 | ?                 |        |
| 2001         | Odense            | Dinamarca         | •                 | •                 | –                 | –                 | •                 | •                 | ?                 | ?                 | [ 3 ]  |
| 2002         | Vierumäki         | Finlândia         | •                 | •                 | –                 | –                 | •                 | •                 | –                 | –                 | [ 4 ]  |
| 2003         | Reykjavík         | Islândia          | •                 | •                 | –                 | –                 | ?                 | ?                 | ?                 | ?                 |        |
| 2004         | Helsingborg       | Suécia            | •                 | •                 | –                 | –                 | •                 | •                 | –                 | –                 | [ 5 ]  |
| 2005         | Asker             | Noruega           | •                 | •                 | –                 | –                 | •                 | •                 | •                 | •                 | [ 6 ]  |
| 2006         | Copenhague        | Dinamarca         | •                 | •                 | •                 | –                 | •                 | •                 | –                 | •                 | [ 7 ]  |
| 2007         | Helsinque         | Finlândia         | •                 | •                 | –                 | –                 | •                 | •                 | –                 | –                 | [ 8 ]  |
| 2008         | Reykjavík         | Islândia          | •                 | •                 | –                 | –                 | •                 | •                 | –                 | –                 | [ 9 ]  |
| 2009         | Malmö             | Suécia            | •                 | •                 | –                 | –                 | •                 | •                 | –                 | –                 | [ 10 ] |
| 2010         | Asker             | Noruega           | •                 | •                 | –                 | –                 | •                 | •                 | –                 | –                 | [ 11 ] |
| 2011         | Rødovre           | Dinamarca         | •                 | •                 | –                 | –                 | •                 | •                 | –                 | –                 | [ 12 ] |
| 2012         | Vantaa            | Finlândia         | •                 | •                 | –                 | •                 | •                 | •                 | –                 | –                 | [ 13 ] |
| 2013         | Reykjavík         | Islândia          | •                 | •                 | –                 | –                 | •                 | •                 | –                 | –                 | [ 14 ] |
| 2014         | Upsália           | Suécia            | •                 | •                 | –                 | –                 | •                 | •                 | –                 | –                 | [ 15 ] |
| 2015         | Stavanger         | Noruega           | •                 | •                 | –                 | –                 | •                 | •                 | –                 | –                 | [ 16 ] |
| 2016         | Aalborg           | Dinamarca         | •                 | •                 | –                 | –                 | •                 | •                 | –                 | –                 | [ 17 ] |
| 2017         | Reykjavík         | Islândia          | •                 | •                 | –                 | –                 | •                 | •                 | –                 | –                 | [ 18 ] |
| Referências: |                   |                   |                   |                   |                   |                   |                   |                   |                   |                   |        |

Legenda
- –  Evento não disputado neste ano
- ?  Informações desconhecidas

## Lista de medalhistas

### Individual masculino
| Evento                         | Ouro                                      | Prata                                     | Bronze                                    |
| Kristiania 1919 (detalhes)     | Martin Stixrud · Noruega                  |                                           |                                           |
| Helsinque 1920 (detalhes)      | Gillis Grafström · Suécia                 | Martin Stixrud · Noruega                  |                                           |
| Estocolmo 1921 (detalhes)      | Martin Stixrud · Noruega                  | Paul Nikkanen · Finlândia                 | Gunnar Jakobsson · Finlândia              |
| 1922–1940                      |                                           |                                           |                                           |
| 1941                           | Não houve disputa do individual masculino | Não houve disputa do individual masculino | Não houve disputa do individual masculino |
| 1942–1945                      |                                           |                                           |                                           |
| Estocolmo 1946 (detalhes)      | Bo Mothander · Suécia                     | Per Cock-Clausen · Dinamarca              | Marcus Nikkanen · Finlândia               |
| Turku 1947 (detalhes)          | Lars Björkman · Finlândia                 |                                           |                                           |
| 1948                           | Não houve competição                      | Não houve competição                      | Não houve competição                      |
| Lillehammer 1949 (detalhes)    | Per Cock-Clausen · Dinamarca              | Kalle Tuulos · Finlândia                  | Hans Lindh · Suécia                       |
| Upsália 1950 (detalhes)        | Per Cock-Clausen · Dinamarca              | Kalle Tuulos · Finlândia                  | Hans Lindh · Suécia                       |
| Helsinque 1951 (detalhes)      | Per Cock-Clausen · Dinamarca              | Kalle Tuulos · Finlândia                  | Lars Björkman · Finlândia                 |
| 1952                           | Não houve competição                      | Não houve competição                      | Não houve competição                      |
| Solna 1953 (detalhes)          | Kalle Tuulos · Finlândia                  | Per Cock-Clausen · Dinamarca              | Hans Lindh · Suécia                       |
| Hamar 1954 (detalhes)          | Per Cock-Clausen · Dinamarca              | Kalle Tuulos · Finlândia                  | Hans Lindh · Suécia                       |
| Gotemburgo 1955 (detalhes)     | Kalle Tuulos · Finlândia                  | Per Cock-Clausen · Dinamarca              | Hans Lindh · Suécia                       |
| Helsinque 1956 (detalhes)      | Kalle Tuulos · Finlândia                  | Per Kjølberg · Noruega                    | Per Cock-Clausen · Dinamarca              |
| Estocolmo 1957 (detalhes)      | Per Kjølberg · Noruega                    | Hans Lindh · Suécia                       | Per Cock-Clausen · Dinamarca              |
| Gjøvik 1958 (detalhes)         | Per Kjølberg · Noruega                    | Per Cock-Clausen · Dinamarca              | Ragnar Wikström · Finlândia               |
| Helsinque 1959 (detalhes)      | Per Kjølberg · Noruega                    | J. Heinonen · Finlândia                   | Ragnar Wikström · Finlândia               |
| Jönköping 1960 (detalhes)      | Per Kjølberg · Noruega                    | Ragnar Wikström · Finlândia               | Raymond Wiklander · Suécia                |
| Copenhague 1961 (detalhes)     | Per Kjølberg · Noruega                    | Ragnar Wikström · Finlândia               | Erik Grünert · Noruega                    |
| Lillehammer 1962 (detalhes)    | Per Kjølberg · Noruega                    | Ragnar Wikström · Finlândia               | Raymond Wiklander · Suécia                |
| Lahti 1963 (detalhes)          | Ragnar Wikström · Finlândia               | Ilkka Varhee · Finlândia                  | Raymond Wiklander · Suécia                |
| Malmö 1964 (detalhes)          | Ragnar Wikström · Finlândia               | Jan Ullmark · Suécia                      | Raymond Wiklander · Suécia                |
| Copenhague 1965 (detalhes)     | Jan Ullmark · Suécia                      | Tony Berntler · Suécia                    | Arne Hoffman · Dinamarca                  |
| Sarpsborg 1966 (detalhes)      | Tony Berntler · Suécia                    | Jan Ullmark · Suécia                      | Thomas Callerud · Suécia                  |
| Helsinque 1967 (detalhes)      | Tony Berntler · Suécia                    | Thomas Callerud · Suécia                  | Jan Ullmark · Suécia                      |
| Gevália 1968 (detalhes)        | Tony Berntler · Suécia                    | Thomas Callerud · Suécia                  | Ragnar Wikström · Finlândia               |
| Copenhague 1969 (detalhes)     | Thomas Callerud · Suécia                  | Tony Berntler · Suécia                    | Preben Lindenkrone Sørensen · Dinamarca   |
| Helsinque 1970 (detalhes)      | Thomas Callerud · Suécia                  | Pekka Leskinen · Finlândia                | Ragnar Wikström · Finlândia               |
| Gotemburgo 1971 (detalhes)     | Thomas Callerud · Suécia                  | Pekka Leskinen · Finlândia                | Arne Hoffman · Dinamarca                  |
| Oslo 1972 (detalhes)           | John Ferdinandsen · Dinamarca             | Arne Hoffman · Dinamarca                  | Thomas Öberg · Suécia                     |
| Copenhague 1973 (detalhes)     | Thomas Öberg · Suécia                     | Preben Lindenkrone Sørensen · Dinamarca   | nenhum outro competidor                   |
| Helsinque 1974 (detalhes)      | Pekka Leskinen · Finlândia                | Thomas Öberg · Suécia                     | Preben Lindenkrone Sørensen · Dinamarca   |
| Malmö 1975 (detalhes)          | Pekka Leskinen · Finlândia                | Thomas Öberg · Suécia                     | Flemming Søderquist · Dinamarca           |
| Stavanger 1976 (detalhes)      | Thomas Öberg · Suécia                     | Nils-Åke Nelson · Suécia                  | Jan Glerup · Dinamarca                    |
| Copenhague 1977 (detalhes)     | Nils-Åke Nelson · Suécia                  | Flemming Søderquist · Dinamarca           | Matthias Eidmann · Suécia                 |
| Oulu 1978 (detalhes)           | Thomas Öberg · Suécia                     | Antti Kontiola · Finlândia                | Matthias Eidmann · Suécia                 |
| Gotemburgo 1979 (detalhes)     | Thomas Öberg · Suécia                     | Antti Kontiola · Finlândia                | Matthias Eidmann · Suécia                 |
| Trondheim 1980 (detalhes)      | Antti Kontiola · Finlândia                | Peter Söderholm · Suécia                  | Matthias Eidmann · Suécia                 |
| Aarhus 1981 (detalhes)         | Antti Kontiola · Finlândia                | Todd Sand · Dinamarca                     | Peter Söderholm · Suécia                  |
| Helsinque 1982 (detalhes)      | Antti Kontiola · Finlândia                | Todd Sand · Dinamarca                     | Peter Söderholm · Suécia                  |
| Gotemburgo 1983 (detalhes)     | Fini Ravn · Dinamarca                     | Lars Dresler · Dinamarca                  | Peter Söderholm · Suécia                  |
| Oslo 1984 (detalhes)           | Henrik Walentin · Dinamarca               | Antti Kontiola · Finlândia                | Fini Ravn · Dinamarca                     |
| Copenhague 1985 (detalhes)     | Lars Åkesson · Suécia                     | Lars Dresler · Dinamarca                  | Henrik Walentin · Dinamarca               |
| Turku 1986 (detalhes)          | Lars Åkesson · Suécia                     | Peter Johansson · Suécia                  | Henrik Walentin · Dinamarca               |
| Upplands Väsby 1987 (detalhes) | Henrik Walentin · Dinamarca               | Jari Kauppi · Finlândia                   | Kim Ketelsen · Suécia                     |
| Asker 1988 (detalhes)          | Peter Johansson · Suécia                  | Henrik Walentin · Dinamarca               | Jari Kauppi · Finlândia                   |
| Hvidovre 1989 (detalhes)       | Peter Johansson · Suécia                  | Henrik Walentin · Dinamarca               | Lars Dresler · Dinamarca                  |
| Helsinque 1990 (detalhes)      | Lars Dresler · Dinamarca                  | Henrik Walentin · Dinamarca               | Oula Jääskeläinen · Finlândia             |
| Malmö 1991 (detalhes)          | Henrik Walentin · Dinamarca               | Michael Tyllesen · Dinamarca              | Jan Erik Digernes · Noruega               |
| Asker 1992 (detalhes)          | Henrik Walentin · Dinamarca               | Jan Erik Digernes · Noruega               | Niclas Karlsson · Suécia                  |
| Aarhus 1993 (detalhes)         | Henrik Walentin · Dinamarca               | Michael Tyllesen · Dinamarca              | Joel Mangs · Suécia                       |
| Helsinque 1994 (detalhes)      | Markus Leminen · Finlândia                | Johnny Rønne Jensen · Dinamarca           | Oula Jääskeläinen · Finlândia             |
| Encopinga 1995 (detalhes)      | Markus Leminen · Finlândia                | Michael Tyllesen · Dinamarca              | Johnny Rønne Jensen · Dinamarca           |
| Asker 1996 (detalhes)          | Michael Tyllesen · Dinamarca              | Johnny Rønne Jensen · Dinamarca           | Jukka Kalliomäki · Finlândia              |
| Hvidovre 1997 (detalhes)       | Johnny Rønne Jensen · Dinamarca           | Jukka Kalliomäki · Finlândia              | Ludvig Mannbro · Suécia                   |
| Helsinque 1998 (detalhes)      | Johnny Rønne Jensen · Dinamarca           | Edvard Pyoriainen · Finlândia             | Lasse Bech · Dinamarca                    |
| Linköping 1999 (detalhes)      | Johnny Rønne Jensen · Dinamarca           | Tero Hämäläinen · Finlândia               | nenhum outro competidor                   |
| Stavanger 2000 (detalhes)      | Michael Tyllesen · Dinamarca              | Johnny Rønne Jensen · Dinamarca           | Filip Stiller · Suécia                    |
| Odense 2001 (detalhes)         | Edvard Pyoriainen · Finlândia             | Joni Juvonen · Finlândia                  | Mikael Olofsson · Suécia                  |
| Vierumäki 2002 (detalhes)      | Kristoffer Berntsson · Suécia             | Filip Stiller · Suécia                    | Ari-Pekka Nurmenkari · Finlândia          |
| Reykjavík 2003 (detalhes)      | Kristoffer Berntsson · Suécia             | Filip Stiller · Suécia                    | Ari-Pekka Nurmenkari · Finlândia          |
| Helsingborg 2004 (detalhes)    | Kristoffer Berntsson · Suécia             | Antti Aalto · Finlândia                   | Duran O'Hara Lindblom · Suécia            |
| Asker 2005 (detalhes)          | Kristoffer Berntsson · Suécia             | Adrian Schultheiss · Suécia               | Ari-Pekka Nurmenkari · Finlândia          |
| Copenhague 2006 (detalhes)     | Adrian Schultheiss · Suécia               | Filip Stiller · Suécia                    | Ari-Pekka Nurmenkari · Finlândia          |
| Helsinque 2007 (detalhes)      | Kristoffer Berntsson · Suécia             | Adrian Schultheiss · Suécia               | Ari-Pekka Nurmenkari · Finlândia          |
| Reykjavík 2008 (detalhes)      | Ari-Pekka Nurmenkari · Finlândia          | Mikko Minkkinen · Finlândia               | Michael Chrolenko0 · Noruega              |
| Malmö 2009 (detalhes)          | Ari-Pekka Nurmenkari · Finlândia          | Alexander Majorov · Suécia                | Justus Strid · Dinamarca                  |
| Asker 2010 (detalhes)          | Kristoffer Berntsson · Suécia             | Alexander Majorov · Suécia                | Mikko Minkkinen · Finlândia               |
| Rødovre 2011 (detalhes)        | Alexander Majorov · Suécia                | Adrian Schultheiss · Suécia               | Kristoffer Berntsson · Suécia             |
| Vantaa 2012 (detalhes)         | Alexander Majorov · Suécia                | Justus Strid · Dinamarca                  | Julian Lagus · Finlândia                  |
| Reykjavík 2013 (detalhes)      | Alexander Majorov · Suécia                | Justus Strid · Dinamarca                  | Kim Lucine · Mónaco                       |
| Upsália 2014 (detalhes)        | Alexander Majorov · Suécia                | Justus Strid · Dinamarca                  | Valtter Virtanen · Finlândia              |
| Stavanger 2015 (detalhes)      | Javier Raya · Espanha                     | Sondre Oddvoll Boe · Noruega              | Ondrej Spiegl · Suécia                    |
| Aalborg 2016 (detalhes)        | Alexander Majorov · Suécia                | Valtter Virtanen · Finlândia              | Brendan Kerry · Austrália                 |
| Reykjavík 2017 (detalhes)      | Chafik Besseghier · França                | Ondrej Spiegl · Suécia                    | Daniel Albert Naurits · Estônia           |

### Individual feminino
| Evento                         | Ouro                             | Prata                           | Bronze                           |
| Kristiania 1919 (detalhes)     | Magda Julin · Suécia             |                                 |                                  |
| Helsinque 1920 (detalhes)      |                                  |                                 |                                  |
| Estocolmo 1921 (detalhes)      | Magda Julin · Suécia             | Ingrid Gulbrandsen · Noruega    | Margot Moe · Noruega             |
| 1922–1940                      |                                  |                                 |                                  |
| 1941 (detalhes)                | Sonja Fuhrman · Suécia           |                                 |                                  |
| 1942–1945                      |                                  |                                 |                                  |
| Estocolmo 1946 (detalhes)      | Britta Råhlén · Suécia           | Gun Ericson · Suécia            | Leena Pietilä · Finlândia        |
| Turku 1947 (detalhes)          | Leena Pietilä · Finlândia        |                                 |                                  |
| 1948                           | Não houve competição             | Não houve competição            | Não houve competição             |
| Lillehammer 1949 (detalhes)    | Marit Henie · Noruega            | Bjørg Løhnner-Øien · Noruega    | Leena Pietilä · Finlândia        |
| Upsália 1950 (detalhes)        | Gun Ericson · Suécia             | Leena Pietilä · Finlândia       | Marit Henie · Noruega            |
| Helsinque 1951 (detalhes)      | Leena Pietilä · Finlândia        | Margaretha Brungårdh · Suécia   | Kirsti Linna · Finlândia         |
| 1952                           | Não houve competição             | Não houve competição            | Não houve competição             |
| Solna 1953 (detalhes)          | Gun Ericson-Mothander · Suécia   | Leena Pietilä · Finlândia       | Margaretha Brungårdh · Suécia    |
| Hamar 1954 (detalhes)          | Ingeborg Nilsson · Noruega       | Gun Mothander · Suécia          | Ally Lundström · Suécia          |
| Gotemburgo 1955 (detalhes)     | Ingeborg Nilsson · Noruega       | Britt Turid Aronsen · Noruega   | Ally Lundström · Suécia          |
| Helsinque 1956 (detalhes)      | Britt Turid Aronsen · Noruega    | Ingeborg Nilsson · Noruega      | Kirsti Linna · Finlândia         |
| Estocolmo 1957 (detalhes)      | Ally Lundström · Suécia          | Grete Borgen · Noruega          | Anne Karin Dehle · Noruega       |
| Gjøvik 1958 (detalhes)         | Grete Borgen · Noruega           | Anne Karin Dehle · Noruega      | Astrid Ekeberg · Noruega         |
| Helsinque 1959 (detalhes)      | Anne Karin Dehle · Noruega       | Grete Borgen · Noruega          | Astrid Ekeberg · Noruega         |
| Jönköping 1960 (detalhes)      | Anne Karin Dehle · Noruega       | Siri Kamfjord · Noruega         | Astrid Ekeberg · Noruega         |
| Copenhague 1961 (detalhes)     | Anne Karin Dehle · Noruega       | Berit Unn Johansen · Noruega    | Astrid Ekeberg · Noruega         |
| Lillehammer 1962 (detalhes)    | Anne Karin Dehle · Noruega       | Ann-Margreth Frei · Suécia      | Berit Unn Johansen · Noruega     |
| Lahti 1963 (detalhes)          | Ann-Margreth Frei-Käck · Suécia  | Vivi-Ann Østby · Noruega        | Pia Vingisaar · Finlândia        |
| Malmö 1964 (detalhes)          | Ann-Margreth Käck · Suécia       | Berit Unn Johansen · Noruega    | Anne Karin Dehle · Noruega       |
| Copenhague 1965 (detalhes)     | Marianne Bæk · Dinamarca         | Anne Karin Dehle · Noruega      | Britt Elfving · Suécia           |
| Sarpsborg 1966 (detalhes)      | Britt Elfving · Suécia           | Anne Karin Dehle · Noruega      | Anna-Maija Rissanen · Finlândia  |
| Helsinque 1967 (detalhes)      | Britt Elfving · Suécia           | Jette Vad · Dinamarca           | Pia Vingisaar · Finlândia        |
| Gevália 1968 (detalhes)        | Anne Karin Dehle · Noruega       | Jette Vad · Dinamarca           | Louise Lettström · Suécia        |
| Copenhague 1969 (detalhes)     | Britt Elfving · Suécia           | Eva Hermansson · Suécia         | Louise Lettström · Suécia        |
| Helsinque 1970 (detalhes)      | Anita Johansson · Suécia         | Eva Hermansson · Suécia         | Anne Karin Dehle · Noruega       |
| Gotemburgo 1971 (detalhes)     | Lise-Lotte Öberg · Suécia        | Anita Johansson · Suécia        | Louise Lettström · Suécia        |
| Oslo 1972 (detalhes)           | Lise-Lotte Öberg · Suécia        | Bjørg Ellen Ringdal · Noruega   | Liv Egelund · Noruega            |
| Copenhague 1973 (detalhes)     | Lise-Lotte Öberg · Suécia        | Tarja Näsi · Finlândia          | Liv Egelund · Noruega            |
| Helsinque 1974 (detalhes)      | Tarja Näsi · Finlândia           | Hannele Koskinen · Finlândia    | Susan Broman · Finlândia         |
| Malmö 1975 (detalhes)          | Susan Broman · Finlândia         | Lise-Lotte Öberg · Suécia       | Kristiina Wegelius · Finlândia   |
| Stavanger 1976 (detalhes)      | Kristiina Wegelius · Finlândia   | Hannele Koskinen · Finlândia    | Susan Broman · Finlândia         |
| Copenhague 1977 (detalhes)     | Kristiina Wegelius · Finlândia   | Niina Kyöttinen · Finlândia     | Bodil Olsson · Suécia            |
| Oulu 1978 (detalhes)           | Hannele Koskinen · Finlândia     | Susan Broman · Finlândia        | Christina Svensson · Suécia      |
| Gotemburgo 1979 (detalhes)     | Susan Broman · Finlândia         | Jeanne Chapman · Noruega        | Bodil Olsson · Suécia            |
| Trondheim 1980 (detalhes)      | Pia Snellman · Finlândia         | Päivi Nieminen · Finlândia      | Catarina Lindgren · Suécia       |
| Aarhus 1981 (detalhes)         | Christina Svensson · Suécia      | Hanne Gamborg · Dinamarca       | Lotta Isaksson · Finlândia       |
| Helsinque 1982 (detalhes)      | Nina Östman · Finlândia          | Susanna Peltola · Finlândia     | Elise Ahonen · Finlândia         |
| Gotemburgo 1983 (detalhes)     | Hanne Gamborg · Dinamarca        | Anette Olsson · Suécia          | Nina Östman · Finlândia          |
| Oslo 1984 (detalhes)           | Elina Hänninen · Finlândia       | Nina Östman · Finlândia         | Lotta Falkenbäck · Suécia        |
| Copenhague 1985 (detalhes)     | Lotta Falkenbäck · Suécia        | Maria Bergqvist · Suécia        | Karin Starzmann · Suécia         |
| Turku 1986 (detalhes)          | Lotta Falkenbäck · Suécia        | Elise Ahonen · Finlândia        | Elina Hänninen · Finlândia       |
| Upplands Väsby 1987 (detalhes) | Lotta Falkenbäck · Suécia        | Elina Hänninen · Finlândia      | Birgitta Andersson · Suécia      |
| Asker 1988 (detalhes)          | Hélène Persson · Suécia          | Susanne Seger · Suécia          | Anisette Torp-Lind · Dinamarca   |
| Hvidovre 1989 (detalhes)       | Hélène Persson · Suécia          | Anisette Torp-Lind · Dinamarca  | Ann-Marie Söderholm · Suécia     |
| Helsinque 1990 (detalhes)      | Mari Niskanen · Finlândia        | Ines Klubal · Suécia            | Mila Kajas · Finlândia           |
| Malmö 1991 (detalhes)          | Hélène Persson · Suécia          | Mila Kajas · Finlândia          | Ann-Marie Söderholm · Suécia     |
| Asker 1992 (detalhes)          | Kaisa Kella · Finlândia          | Mila Kajas · Finlândia          | Ann-Marie Söderholm · Suécia     |
| Aarhus 1993 (detalhes)         | Kaisa Kella · Finlândia          | Anisette Torp-Lind · Dinamarca  | Ann-Marie Söderholm · Suécia     |
| Helsinque 1994 (detalhes)      | Tuire Kuronen · Finlândia        | Kaisa Kella · Finlândia         | Helena Grundberg · Suécia        |
| Encopinga 1995 (detalhes)      | Hannele Lundström · Finlândia    | Mila Kajas · Finlândia          | Helena Grundberg · Suécia        |
| Asker 1996 (detalhes)          | Kaisa Kella · Finlândia          | Alisa Drei · Finlândia          | Jessica Grahn · Finlândia        |
| Hvidovre 1997 (detalhes)       | Elina Kettunen · Finlândia       | Annukka Laukkanen · Finlândia   | Sanna-Maija Wiksten · Finlândia  |
| Helsinque 1998 (detalhes)      | Sanna-Maija Wiksten · Finlândia  | Annukka Laukkanen · Finlândia   | Klara Bramfeldt · Suécia         |
| Linköping 1999 (detalhes)      | Elina Kettunen · Finlândia       | Sanna-Maija Wiksten · Finlândia | Anna Lundström · Suécia          |
| Stavanger 2000 (detalhes)      | Susanna Pöykiö · Finlândia       | Anna Lundström · Suécia         | Klara Bramfeldt · Suécia         |
| Odense 2001 (detalhes)         | Mikkeline Kierkgaard · Dinamarca | Taru Karvosenoja · Finlândia    | Klara Bramfeldt · Suécia         |
| Vierumäki 2002 (detalhes)      | Alisa Drei · Finlândia           | Åsa Persson · Suécia            | Anna Lundström · Suécia          |
| Reykjavík 2003 (detalhes)      | Elina Kettunen · Finlândia       | Susanna Pöykiö · Finlândia      | Johanna Götesson · Suécia        |
| Helsingborg 2004 (detalhes)    | Elina Kettunen · Finlândia       | Lina Johansson · Suécia         | Sari Hakola · Finlândia          |
| Asker 2005 (detalhes)          | Alisa Drei · Finlândia           | Elina Kettunen · Finlândia      | Tytti Tervonen · Finlândia       |
| Copenhague 2006 (detalhes)     | Niina Laksola · Finlândia        | Malin Hållberg-Leuf · Suécia    | Elina Vesamäki · Finlândia       |
| Helsinque 2007 (detalhes)      | Susanna Pöykiö · Finlândia       | Laura Lepistö · Finlândia       | Lina Johansson · Suécia          |
| Reykjavík 2008 (detalhes)      | Viktoria Helgesson · Suécia      | María Taljegard · Suécia        | Malin Hållberg-Leuf · Suécia     |
| Malmö 2009 (detalhes)          | Viktoria Helgesson · Suécia      | Linnea Mellgren · Suécia        | Henriikka Hietaniemi · Finlândia |
| Asker 2010 (detalhes)          | Viktoria Helgesson · Suécia      | Angelica Olsson · Suécia        | Joshi Helgesson · Suécia         |
| Rødovre 2011 (detalhes)        | Viktoria Helgesson · Suécia      | Linnea Mellgren · Suécia        | Juulia Turkkila · Finlândia      |
| Vantaa 2012 (detalhes)         | Juulia Turkkila · Finlândia      | Joshi Helgesson · Suécia        | Isabelle Olsson · Suécia         |
| Reykjavík 2013 (detalhes)      | Viktoria Helgesson · Suécia      | Joshi Helgesson · Suécia        | Anita Madsen · Dinamarca         |
| Upsália 2014 (detalhes)        | Joshi Helgesson · Suécia         | Viktoria Helgesson · Suécia     | Liubov Efimenko · Finlândia      |
| Stavanger 2015 (detalhes)      | Jenni Saarinen · Finlândia       | Anne Line Gjersem · Noruega     | Viveca Lindfors · Finlândia      |
| Aalborg 2016 (detalhes)        | Joshi Helgesson · Suécia         | Viveca Lindfors · Finlândia     | Isabelle Olsson · Suécia         |
| Reykjavík 2017 (detalhes)      | Carolina Kostner · Itália        | Elizaveta Tuktamysheva · Rússia | Anita Östlund · Suécia           |

### Duplas
| Evento                      | Ouro                                                     | Prata                                            | Bronze                                         |
| Kristiania 1919 (detalhes)  | Ludowika Jakobsson-Eilers · Walter Jakobsson · Finlândia |                                                  |                                                |
| Helsinque 1920 (detalhes)   |                                                          |                                                  |                                                |
| Estocolmo 1921 (detalhes)   | Ludowika Jakobsson-Eilers · Walter Jakobsson · Finlândia | Alexia Bryn · Yngvar Bryn · Noruega              | Helfrid Palm · Agard Palm · Suécia             |
| 1922 (detalhes)             | Alexia Bryn · Yngvar Bryn · Noruega                      |                                                  |                                                |
| 1923–1940                   |                                                          |                                                  |                                                |
| 1941                        | Não houve disputa de duplas                              | Não houve disputa de duplas                      | Não houve disputa de duplas                    |
| 1942–1945                   |                                                          |                                                  |                                                |
| Estocolmo 1946 (detalhes)   | Britta Råhlén · Bo Mothander · Suécia                    | Gun Hammarin · Sven Brandelius · Suécia          | Inger Weitzmann · Harry Meistrup · Dinamarca   |
| Turku 1947 (detalhes)       | Harriet Pantaenius · Lars Björkman · Finlândia           |                                                  |                                                |
| 1948                        | Não houve competição                                     | Não houve competição                             | Não houve competição                           |
| Lillehammer 1949 (detalhes) | Margot Walle · Allan Fjeldheim · Noruega                 | Britta Lindmark · Ulf Berendt · Suécia           | Harriet Pantaenius · Lars Björkman · Finlândia |
| Upsália 1950 (detalhes)     | Gertrud Mikhejew · Sture Höidén · Suécia                 | Harriet Pantaenius · Lars Björkman · Finlândia   | Inkeri Soininen · Paavo Mäkelä · Finlândia     |
| Helsinque 1951 (detalhes)   | Britta Lindmark · Ulf Berendt · Suécia                   | Leena Pietilä · Lars Björkman · Finlândia        |                                                |
| 1952                        | Não houve competição                                     | Não houve competição                             | Não houve competição                           |
| Solna 1953 (detalhes)       | Leena Pietilä · Lars Björkman · Finlândia                | Bjørg Skjælaaen · Johannes Thorsen · Noruega     |                                                |
| Hamar 1954 (detalhes)       | Britta Lindmark · Ulf Berendt · Suécia                   | Bjørg Skjælaaen · Johannes Thorsen · Noruega     |                                                |
| Gotemburgo 1955 (detalhes)  | Bjørg Skjælaaen · Johannes Thorsen · Noruega             | Ingeborg Nilsson · Reidar Börjeson · Noruega     | Gun Mothander · Hans Lindh · Suécia            |
| Helsinque 1956 (detalhes)   | Ingeborg Nilsson · Reidar Börjeson · Noruega             | Mona-Lisa Englund · Ronny Hall · Suécia          |                                                |
| Estocolmo 1957 (detalhes)   | Agneta Wale · Kristian Wale · Suécia                     | Ingeborg Nilsson · Reidar Börjeson · Noruega     | Maud Levin · Inge Sterner · Suécia             |
| Gjøvik 1958 (detalhes)      | Agneta Wale · Kristian Wale · Suécia                     | Ingeborg Nilsson · Reidar Börjeson · Noruega     | Soile Drufva · Nils Kankkonen · Finlândia      |
| Helsinque 1959 (detalhes)   | Grete Borgen · Per Kjølberg · Noruega                    |                                                  | Margareta Ericson · Staffan Thorson · Suécia   |
| Jönköping 1960 (detalhes)   | Grete Borgen · Per Kjølberg · Noruega                    | Liv Lunde · Erik Grünert · Noruega               | Britta Eriksson · Ronny Hall · Suécia          |
| Copenhague 1961 (detalhes)  | Liv Lunde · Erik Grünert · Noruega                       | Margareta Ericson · Staffan Thorson · Suécia     | Ayoe Bardram · Alf Refer · Dinamarca           |
| Lillehammer 1962 (detalhes) | Liv Lunde · Erik Grünert · Noruega                       | Gunilla Lindberg · Gunnar de Shàrengrad · Suécia | Boel Lögdberg · Christer Ericsson · Suécia     |
| Lahti 1963 (detalhes)       | Karin Bjerke Magnussen · Erik Grünert · Noruega          | Gunilla Lindberg · Gunnar de Shàrengrad · Suécia | Anna-Maija Rissanen · Ilkka Varhee · Finlândia |
| Malmö 1964 (detalhes)       | Anna-Maija Rissanen · Ilkka Varhee · Finlândia           | Marie Gellermark · Conny Wilbe · Suécia          | Boel Lögdberg · Christer Ericsson · Suécia     |
| Copenhague 1965 (detalhes)  | Karin Bjerke Magnussen · Erik Grünert · Noruega          | Marie Gellermark · Conny Wilbe · Suécia          | nenhum outro competidor                        |
| Sarpsborg 1966 (detalhes)   |                                                          |                                                  |                                                |
| Helsinque 1967 (detalhes)   | Anikken Støa · Erik Grünert · Suécia                     |                                                  |                                                |
| 1968–1981                   | Não houve disputa de duplas                              | Não houve disputa de duplas                      | Não houve disputa de duplas                    |
| Helsinque 1982 (detalhes)   | Maija Pekkala · Pekka Pekkala · Finlândia                | nenhum outro competidor                          | nenhum outro competidor                        |
| 1983–1997                   |                                                          |                                                  |                                                |
| 1998–2005                   | Não houve disputa de duplas                              | Não houve disputa de duplas                      | Não houve disputa de duplas                    |
| Copenhague 2006 (detalhes)  | Angelika Pylkina · Niklas Hogner · Suécia                | nenhum outro competidor                          | nenhum outro competidor                        |
| 2007–2017                   | Não houve disputa de duplas                              | Não houve disputa de duplas                      | Não houve disputa de duplas                    |

### Dança no gelo
| Evento                         | Ouro                                      | Prata                                      | Bronze                                       |
| Gotemburgo 1971 (detalhes)     | Vivi Poulsen · Kurt Poulsen · Dinamarca   |                                            |                                              |
| Oslo 1972 (detalhes)           | Vivi Poulsen · Kurt Poulsen · Dinamarca   |                                            |                                              |
| 1974–1981                      |                                           |                                            |                                              |
| Helsinque 1982 (detalhes)      | Saila Saarinen · Kim Jacobson · Finlândia | Ulla Örnmarker · Thomas Svedberg · Suécia  | Karin Eliasson · Sten-Olof Eliasson · Suécia |
| Gotemburgo 1983 (detalhes)     | Annika Persson · Johan Formgren · Suécia  | Maria Ström · Owe Ridderstråle · Suécia    | nenhum outro competidor                      |
| 1984–1986                      |                                           |                                            |                                              |
| Upplands Väsby 1987 (detalhes) | Åsa Agblad · Owe Ridderstråle · Suécia    | Susanna Peltola · Kim Jacobson · Finlândia | Johanna Elfving · Pontus Krantz · Suécia     |
| 1988–1997                      |                                           |                                            |                                              |
| 1998–2011                      | Não houve disputa de dança no gelo        | Não houve disputa de dança no gelo         | Não houve disputa de dança no gelo           |
| Vantaa 2012 (detalhes)         | Henna Lindholm · Ossi Kanervo · Finlândia | Malin Malmberg · Thomas Nordahl · Suécia   | nenhum outro competidor                      |
| 2012–2017                      | Não houve disputa de dança no gelo        | Não houve disputa de dança no gelo         | Não houve disputa de dança no gelo           |